# Øjvind Moestrup

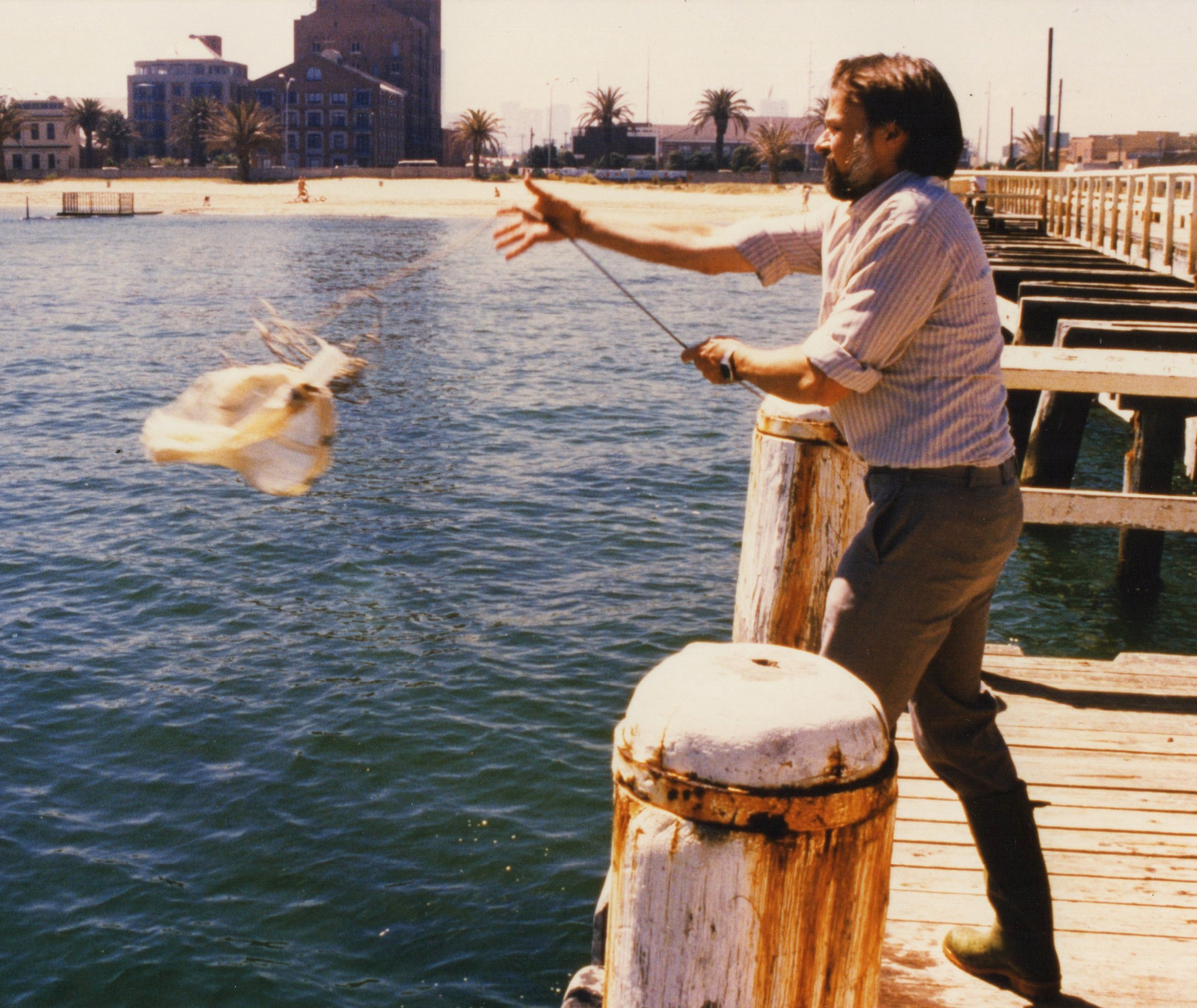
Øjvind Moestrup, 2019

Øjvind Moestrup (* 15. Dezember 1941 in Marvede, Dänemark) ist ein dänischer Botaniker mit Spezialisierung in Meeresbiologie.

## Leben
Øjvind Moestrup wuchs als Sohn eines Vikar auf Fünen und in Jütland auf. Er studierte ab 1962 Biologie an der Universität Kopenhagen. Auf Anraten von Professor Tyge Christensen nahm er eine wissenschaftliche Stelle an der Universität an und schrieb seine Diplomarbeit bei Irene Manton an der University of Leeds über die Ultrastruktur von Vaucheria. Mit seiner Arbeit über die Rekonstruktion der Flagellen bei unterschiedlichen Geißeltierchen, wie Chrysochromulina, Mamiella, Nephroselmis, Pyramimonas, Pseudoscourfieldia und Bicosoeca, promovierte er 1983 an der Universität von Kopenhagen. Bereits von 1970 bis 1974 war er Assistenzprofessor und von 1976 bis 1979 war er Vorsitzender des Institut for Sporeplanter. Dem folgten mit 1985 bis 1987 und von 1989 bis 1991 zwei weitere Perioden als Vorsitzender. Ab 1991 war er Biologieprofessor an der Universität Kopenhagen. Während seiner Forschungszeit veröffentlichte er über 100 wissenschaftliche Arbeiten, insbesondere über Phytoplankton, Haptophyta, Kieselalgen und Raphidophyceae. Von 1992 bis 1996 war er Chefredakteur der Fachzeitschrift Phycologia und später Mitherausgeber.

## Entdeckungen (Auswahl)
- Cafeteriaceae
- Karenia brevis
- Akashiwo sanguinea

## Werke
- mit T. Bergholtz und N. Daugbjerg: On the identity of Karlodinium veneficum and description of Karlodinium armiger sp. nov., based on light- and electron microscopy, nuclear-encoded LSU rDNA and pigment composition. In: Journal of Phycology. 42, 2006, S. 170–193.
- mit N. Daugbjerg, G. Hansen und J. Larsen: Phylogeny of some of the major genera of dinoflagellates based on ultrastructure and partial LSU rDNA sequence data, including the erection of three new genera of unarmoured dinoflagellates. In: Phycologia. 39, 2000, S. 302–317.
- mit P. S. Hansen und A. D. Cembella: The marine dinoflagellate Alexandrium ostenfeldii: paralytic shellfish toxin concentration, composition, and toxicity to a tintinnid ciliate. In: Journal of Phycology. 28, 1992, S. 597–603.
- mit P. Henriksen, F. Knipschildt und H. A. Thomsen: Autecology, life history and toxicology of the silicoflagellate Dictyocha speculum (Silicoflagellata, Dictyochophyceae). In: Phycologia. 32, 1993, S. 29–39.
- mit J. Larsen: Guide to toxic and potentially toxic marine algae. Fish Inspection Service, Ministry of Fisheries, Copenhagen 1989.
- mit N. Lundholm: Morphology of the marine diatom Nitzschia navis-varingica, sp. nov. (Bacillariophyceae), another producer of the neurotoxin domoic acid. In: Journal of Phycology. 36, 2000, S. 1162–1174.
- mit N. Lundholm, G. R. Hasle und K. Hoef-Emden: What is Pseudo-nitzschia pseudodelicatissima? – a study of the P. pseudodelicatissima/cuspidata complex (Bacillariophyceae). In: Journal of Phycology. 39, 2003, S. 797–813.
- mit P. J. Hansen: On the occurrence of the potentially toxic dinoflagellate Alexandrium tamarense ( = Gonyaulax excavata) and A. ostenfeldii in Danish and Faroese waters. In: Ophelia. 28, 1988, S. 195–213.
- mit H. A. Thomsen: Taxonomy of toxic haptophytes (prymnesiophytes). In: G. M. Hallegraeff, D. M. Anderson & A. D. Cembella (Hrsg.): Manual on harmful marine microalgae. UNESCO Publishing, Paris 2003, S. 433–463.
- mit M. Vesk: The flagellar root system in Heterosigma akashiwo (Raphidophyceae). In: Protoplasma. 137, 1987, S. 15–28.